# عرب أباد خسروي
عرب‌ أباد خسروي هي قرية في مقاطعة ساوجبلاغ، إيران. عدد سكان هذه القرية هو 1,832 في سنة 2006.